# Vasknarva
Vasknarva est un village de la commune de Alajõe du comté de Viru-Est en Estonie .
Au 31 décembre 2011, il compte 40 habitants.